# Jarlita
La jarlita és un mineral de la classe dels halurs. Rep el seu nom de Carl Frederik Jarl (1872-1951), un oficial de la indústria de la criolita danesa.

## Característiques
La jarlita és un halur de fórmula química Na(Sr,Na)₇MgAl₆F32(OH,H₂O)₂. Cristal·litza en el sistema monoclínic. Es troba en forma de druses de cristalls en cavitats amb thomsenolita en criolita parcialment dissolta. Els cristalls també poden ser tabulars en {100} i allargats al llarg de [010], de moltes formes i amb cares corves, de fins a 1 mil·límetre. Normalment es presenta agregats plans, podent ser completament esfèrica, també massiva. La seva duresa a l'escala de Mohs es troba entre 4 i 4,5. És l'anàleg amb estronci de la calcjarlita, i és comparable amb la jørgensenita.
Segons la classificació de Nickel-Strunz, la jarlita pertany a «03.CC - Halurs complexos. Soroaluminofluorurs.» juntament amb els següents minerals: gearksutita, acuminita, tikhonenkovita, artroeïta, calcjarlita i jørgensenita.

## Formació i jaciments
Es troba en cavitats en dipòsits de criolita, juntament amb altres fluorurs. Va ser descoberta l'any 1933 al dipòsit de criolita pegmatítica en granit d'Ivittuut, al Fiord Arsuk (Sermersooq, Groenlàndia). També se n'ha trobat al Valle del Cura, al departament Iglesia (San Juan, Argentina). Sol trobar-se associada a altres minerals com: topazi, thomsenolita, fluorita, criolita, quiolita, gearksutita, ralstonita, prosopita, stenonita, acuminita, bøgvadita, jørgensenita o barita.